# Lista de vereadores de Nova Santa Rita (Rio Grande do Sul)
Esta é a lista de vereadores de Nova Santa Rita, município brasileiro do estado do Rio Grande do Sul.
A Câmara Municipal de Nova Santa Rita, é formada atualmente por onze representantes, a partir da eleição de 2012, do qual anteriormente, era formado por nove cadeiras. Desde a eleição de 2004, o Supremo Tribunal Federal determinou que as cidades passassem a ter um número de vereadores equivalente ao da sua população.
| Eleições e legislaturas        | PP | PT | PDT | PTB | PSDB | MDB | DEM | PPS | PRB | PRTB | Total de vereadores na legislatura |
| ------------------------------ | -- | -- | --- | --- | ---- | --- | --- | --- | --- | ---- | ---------------------------------- |
| 2020 (2021-2024)               | 1  | 3  | 1   | 1   | -    | 2   | -   | -   | 1   | 2    | 11                                 |
| 2016 (2017-2020)               | -  | 4  | 1   | 3   | -    | 2   | -   | -   | 1   | -    | 11                                 |
| 2012 (2013-2016)               | 3  | 4  | 1   | 2   | -    | 1   | -   | -   | -   | -    | 11                                 |
| 2008 (2009-2012)               | 2  | 2  | 1   | 3   | -    | -   | -   | 1   | -   | -    | 9                                  |
| 2004 (2005-2008)               | 3  | 1  | 1   | 4   | -    | -   | -   | -   | -   | -    | 9                                  |
| 2000 (2001-2004)               | 4  | 1  | 1   | -   | 2    | -   | 1   | -   | -   | -    | 9                                  |
| 1996 (1997-2000)               | 4  | -  | 3   | -   | 2    | -   | -   | -   | -   | -    | 9                                  |
| 1992 (1993-1996)               | 1  | -  | 5   | 2   | 1    | -   | -   | -   | -   | -    | 9                                  |
| Total de mandatos pelo partido | 18 | 15 | 14  | 15  | 5    | 5   | 1   | 1   | 2   | 2    | -                                  |

Observações sobre a tabela:
- Os mandatos dos antigos PDS e PPB estão identificados como mandatos do atual PP.
- Os mandatos do antigo PMDB estão identificados como mandatos do atual MDB.
- O mandato do antigo PFL está identificado como mandato do atual DEM.

## 8ª Legislatura (2021–2024)
Estes são os vereadores eleitos nas eleições de 15 de novembro de 2020, pelo período de 1° de janeiro de 2021 a 31 de dezembro de 2024:
|    | Nome                                                                                               | Partido                                         | Votos | %    | Observações |
| -- | -------------------------------------------------------------------------------------------------- | ----------------------------------------------- | ----- | ---- | ----------- |
| 1  | Eliel Antônio Alves da Silva, Eliel Líder Comunitário (Canoas, 06.04.1977–)                        | Partido Renovador Trabalhista Brasileiro (PRTB) | 398   | 3,03 | 1º mandato  |
| 2  | Leonardo de Souza Vieira (Canoas, 04.03.1972–)                                                     | Partido Democrático Trabalhista (PDT)           | 396   | 3,02 | 2º mandato  |
| 3  | Rodrigo de Oliveira Aveiro, Rodrigo Pedal (Canoas, 19.09.1979–)                                    | Partido dos Trabalhadores (PT)                  | 396   | 3,02 | 2º mandato  |
| 4  | Ieda Maria de Ávila Bilhalva, Professora Ieda Bilhalva (2022) (Santana do Livramento, 18.07.1964–) | Movimento Democrático Brasileiro (MDB)          | 353   | 2,69 | 2º mandato  |
| 5  | Andreia Margarete Oliveira Fochezatto (Palmeira das Missões, 23.01.1972–)                          | Partido dos Trabalhadores (PT)                  | 344   | 2,62 | 1º mandato  |
| 6  | Débora Fabiane Oliveira da Silva, da Causa Animal (Porto Alegre, 19.04.1973)                       | Movimento Democrático Brasileiro (MDB)          | 325   | 2,48 | 1º mandato  |
| 7  | Ildo Maciel da Luz, Lebrão (2021) (Santo Ângelo, 05.12.1963–)                                      | Partido dos Trabalhadores (PT)                  | 307   | 2,34 | 4º mandato  |
| 8  | Jocelino Rodrigues, Gugu da Farmácia (Sapucaia do Sul, 23.08.1983–)                                | Republicanos                                    | 302   | 2,30 | 2º mandato  |
| 9  | Odegar Mendes Raymundo, Professor Sargento Mendes (Canoas, 08.08.1969–)                            | Partido Renovador Trabalhista Brasileiro (PRTB) | 237   | 1,81 | 1º mandato  |
| 10 | Paulo Ricardo Pinheiro de Vargas, Paulinho da Ambulância (Porto Alegre, 22.09.1961–)               | Partido Trabalhista Brasileiro (PTB)            | 235   | 1,79 | 2º mandato  |
| 11 | Sílvio Roberto Flores de Almeida, Motorista da Ambulância (Canoas, 27.02.1961–)                    | Progressistas (PP)                              | 224   | 1,71 | 1º mandato  |

## 7ª Legislatura (2017–2020)
Estes são os vereadores eleitos nas eleições de 2 de outubro de 2016, pelo período de 1° de janeiro de 2017 a 31 de dezembro de 2020:
|    | Nome                                                                                               | Partido                                            | Votos | %    | Observações |
| -- | -------------------------------------------------------------------------------------------------- | -------------------------------------------------- | ----- | ---- | ----------- |
| 1  | Ildo Maciel da Luz, Lebrão (Santo Ângelo, 05.12.1963–)                                             | Partido dos Trabalhadores (PT)                     | 524   | 3,90 | 3º mandato  |
| 2  | Alexsandro Ávila de Souza (Canoas, 13.11.1974–)                                                    | Partido Trabalhista Brasileiro (PTB)               | 503   | 3,74 | 1º mandato  |
| 3  | Jair Antonio de Oliveira, do Lot Pop (2017) (Braga, 05.09.1970–)                                   | Partido dos Trabalhadores (PT)                     | 463   | 3,44 | 1º mandato  |
| 4  | Rodrigo de Oliveira Aveiro, Rodrigo Pedal (Canoas, 19.09.1979–)                                    | Partido dos Trabalhadores (PT)                     | 461   | 3,43 | 1º mandato  |
| 5  | Mateus Onuczak Marcon (2019) (Porto Alegre, 29.06.1996–)                                           | Partido dos Trabalhadores (PT)                     | 434   | 3,23 | 1º mandato  |
| 6  | Ieda Maria de Ávila Bilhalva, Professora Ieda Bilhalva (2018) (Santana do Livramento, 18.07.1964–) | Partido Republicano Brasileiro (PRB)               | 374   | 2,78 | 1º mandato  |
| 7  | Paulo Ricardo Pinheiro de Vargas, Paulinho da Ambulância (Porto Alegre, 22.09.1961–)               | Partido Trabalhista Brasileiro (PTB)               | 346   | 2,57 | 1º mandato  |
| 8  | Jocelino Rodrigues, Gugu da Farmácia (2020) (Sapucaia do Sul, 23.08.1983–)                         | Partido do Movimento Democrático Brasileiro (PMDB) | 342   | 2,54 | 1º mandato  |
| 9  | Renato da Silva Machado (Canoas, 27.08.1966–)                                                      | Partido Trabalhista Brasileiro (PTB)               | 319   | 2,37 | 5º mandato  |
| 10 | Leonardo de Souza Vieira, dos Frios (Canoas, 04.03.1972–)                                          | Partido Democrático Trabalhista (PDT)              | 288   | 2,14 | 1º mandato  |
| 11 | Guilherme Augusto Ferreira Mota (Nova Santa Rita, 06.06.1985–)                                     | Partido do Movimento Democrático Brasileiro (PMDB) | 271   | 2,02 | 2º mandato  |

## 6ª Legislatura (2013–2016)
Estes são os vereadores eleitos nas eleições de 7 de outubro de 2012, pelo período de 1° de janeiro de 2013 a 31 de dezembro de 2016:
| Eleição de 2012 |                                                   |         |                  |         |             |
| Nº              | Vereador(a) eleito(a)                             | Partido | Situação         | Votação | Votação     |
| Nº              | Vereador(a) eleito(a)                             | Partido | Situação         | Total   | Porcentagem |
| 1               | Renato da Silva Machado                           | PP      | Eleito por QP    | 534     | 3,787%      |
| 2               | Marli Pires dos Santos                            | PP      | Eleita por QP    | 494     | 3,503%      |
| 3               | Carlos Danilo Rosa de Araújo (Danilo Barbudo)     | PT      | Eleito por QP    | 491     | 3,482%      |
| 4               | Ildo Maciel da Luz (Lebrão)                       | PT      | Eleito por QP    | 471     | 3,340%      |
| 5               | Marne de Souza (Dr Marne)                         | PTB     | Eleito por QP    | 425     | 3,014%      |
| 6               | Antônio Dionísio Fraga Pfeil (Toninho da Redemac) | PDT     | Eleito por QP    | 362     | 2,567%      |
| 7               | Luciano Vieira Brandão                            | PP      | Eleito por média | 341     | 2,418%      |
| 8               | Antônio Carlos Alves (Irmãotoninho)               | PTB     | Eleito por média | 338     | 2,397%      |
| 9               | Marli da Silva Castro                             | PT      | Eleita por QP    | 316     | 2,241%      |
| 10              | Júlio Cezar Fraga da Silva (Júlio da Rádio)       | PT      | Eleito por média | 316     | 2,241%      |
| 11              | Guilherme Augusto Ferreira Mota                   | PMDB    | Eleito por QP    | 310     | 2,198%      |

| Cor | Significado                                                  |
| 1   | primeiro mandato como vereador(a) da cidade                  |
| 2   | segundo mandato (seguido ou não) como vereador(a) da cidade  |
| 3   | terceiro mandato (seguido ou não) como vereador(a) da cidade |
| 4   | quarto mandato (seguido ou não) como vereador(a) da cidade   |

## 5ª Legislatura (2009–2012)
Estes são os vereadores eleitos nas eleições de 5 de outubro de 2008, pelo período de 1° de janeiro de 2009 a 31 de dezembro de 2012:
| Eleição de 2008 |                                                   |         |                  |         |             |
| Nº              | Vereador(a) eleito(a)                             | Partido | Situação         | Votação | Votação     |
| Nº              | Vereador(a) eleito(a)                             | Partido | Situação         | Total   | Porcentagem |
| 1               | Marli Pires dos Santos                            | PP      | Eleita por QP    | 546     | 4,55%       |
| 2               | Daniel da Rosa Hoffmann                           | PPS     | Eleito por QP    | 439     | 3,66%       |
| 3               | Ildo Maciel da Luz (Lebrão)                       | PT      | Eleito por QP    | 379     | 3,16%       |
| 4               | Carlos Diogo da Silva Amorim                      | PTB     | Eleito por QP    | 372     | 3,10%       |
| 5               | Antônio César Bairros dos Santos (César do Banco) | PDT     | Eleito por QP    | 366     | 3,05%       |
| 6               | Édio Estivalete Bilhalva                          | PTB     | Eleito por QP    | 322     | 2,68%       |
| 7               | Luciano Vieira Brandão                            | PP      | Eleito por média | 319     | 2,66%       |
| 8               | Edegar Damiani Prestes                            | PTB     | Eleito por média | 312     | 2,60%       |
| 9               | José Adalmir Gonçalves Rosales (Zé Rosales)       | PT      | Eleito por média | 287     | 2,39%       |

| Cor | Significado                                                  |
| 1   | primeiro mandato como vereador(a) da cidade                  |
| 2   | segundo mandato (seguido ou não) como vereador(a) da cidade  |
| 3   | terceiro mandato (seguido ou não) como vereador(a) da cidade |
| 4   | quarto mandato (seguido ou não) como vereador(a) da cidade   |

## 4ª Legislatura (2005–2008)
Estes são os vereadores eleitos nas eleições de 3 de outubro de 2004, pelo período de 1° de janeiro de 2005 a 31 de dezembro de 2008:
| Eleição de 2004 |                                             |         |                  |         |             |
| Nº              | Vereador(a) eleito(a)                       | Partido | Situação         | Votação | Votação     |
| Nº              | Vereador(a) eleito(a)                       | Partido | Situação         | Total   | Porcentagem |
| 1               | Marli Pires dos Santos                      | PP      | Eleita por QP    | 758     | 6,958%      |
| 2               | Edegar Damiani Prestes                      | PP      | Eleito por QP    | 474     | 4,351%      |
| 3               | Júlio Cézar Fraga da Silva (Júlio da Rádio) | PTB     | Eleito por QP    | 442     | 4,057%      |
| 4               | Cláudio da Motta Lopes (Claudinho)          | PTB     | Eleito por QP    | 413     | 3,791%      |
| 5               | Renato da Silva Machado                     | PP      | Eleito por média | 397     | 3,644%      |
| 6               | Édio Estivalete Bilhalva                    | PT      | Eleito por QP    | 337     | 3,093%      |
| 7               | Giovana Paula Gemeli Fagundes               | PTB     | Eleita por média | 310     | 2,846%      |
| 8               | Carlos Diogo da Silva Amorim                | PTB     | Eleito por média | 308     | 2,827%      |
| 9               | Daniel Lima Pereira                         | PDT     | Eleito por QP    | 250     | 2,295%      |

| Cor | Significado                                                  |
| 1   | primeiro mandato como vereador(a) da cidade                  |
| 2   | segundo mandato (seguido ou não) como vereador(a) da cidade  |
| 3   | terceiro mandato (seguido ou não) como vereador(a) da cidade |

## 3ª Legislatura (2001–2004)
Estes são os vereadores eleitos nas eleições de 1º de outubro de 2000, pelo período de 1° de janeiro de 2001 a 31 de dezembro de 2004:
| Eleição de 2000 |                                    |         |                  |         |             |
| Nº              | Vereador(a) eleito(a)              | Partido | Situação         | Votação | Votação     |
| Nº              | Vereador(a) eleito(a)              | Partido | Situação         | Total   | Porcentagem |
| 1               | Edegar Damiani Prestes             | PP      | Eleito por QP    | 383     | 4,454%      |
| 2               | Renato da Silva Machado            | PP      | Eleito por QP    | 360     | 4,187%      |
| 3               | Zara Lubing Moraes Schroeter       | PP      | Eleito por QP    | 324     | 3,768%      |
| 4               | Cláudio da Motta Lopes (Claudinho) | PSDB    | Eleito por QP    | 320     | 3,721%      |
| 5               | Marli Pires dos Santos             | PP      | Eleito por média | 314     | 3,652%      |
| 6               | Daniel Lima Pereira                | PDT     | Eleito por QP    | 305     | 3,547%      |
| 7               | Carlos Diogo da Silva Amorim       | PSDB    | Eleito por QP    | 264     | 3,070%      |
| 8               | Marli da Silva Castro              | PT      | Eleita por QP    | 218     | 2,535%      |
| 9               | Marcus Vinicius Feijó da Rocha     | PFL     | Eleito por QP    | 205     | 2,384%      |

| Cor | Significado                                                 |
| 1   | primeiro mandato como vereador(a) da cidade                 |
| 2   | segundo mandato (seguido ou não) como vereador(a) da cidade |

## 2ª Legislatura (1997–2000)
Estes são os vereadores eleitos nas eleições de 3 de outubro de 1996, pelo período de 1° de janeiro de 1997 a 31 de dezembro de 2000:
| Eleição de 1996 |                                                   |         |                  |         |             |
| Nº              | Vereador(a) eleito(a)                             | Partido | Situação         | Votação | Votação     |
| Nº              | Vereador(a) eleito(a)                             | Partido | Situação         | Total   | Porcentagem |
| 1               | Vitor Antônio Silveira de Oliveira                | PPB     | Eleito por QP    | 596     | 9,630%      |
| 2               | Renato da Silva Machado                           | PPB     | Eleito por QP    | 304     | 4,912%      |
| 3               | Carlos Diogo da Silva Amorim                      | PSDB    | Eleito por QP    | 247     | 3,991%      |
| 4               | Daniel Lima Pereira                               | PDT     | Eleito por QP    | 227     | 3,668%      |
| 5               | Antônio Dionísio Fraga Pfeil (Toninho da Redemac) | PDT     | Eleito por média | 211     | 3,409%      |
| 6               | Edegar Damiani Prestes                            | PSDB    | Eleito por média | 198     | 3,199%      |
| 7               | Margarete Simon Ferretti                          | PDT     | Eleita por QP    | 180     | 2,908%      |
| 8               | César Adriano Bettanin                            | PPB     | Eleito por QP    | 177     | 2,860%      |
| 9               | Carmem Regina Nunes Medeiros                      | PPB     | Eleito por QP    | 164     | 2,650%      |

| Cor | Significado                                                 |
| 1   | primeiro mandato como vereador(a) da cidade                 |
| 2   | segundo mandato (seguido ou não) como vereador(a) da cidade |

## 1ª Legislatura (1993–1996)
Estes são os vereadores eleitos nas eleições de 3 de outubro de 1992, pelo período de 1° de janeiro de 1993 a 31 de dezembro de 1996:
| \| Eleição de 1992[11] \| \| \| \| \| Nº \| Vereador(a) eleito(a) \| Partido \| Votação \| \| 1 \| Vitor Antônio Silveira de Oliveira \| PDS \| 199 \| \| 2 \| Antônio Dionísio Fraga Pfeil (Toninho da Redemac) \| PDT \| 191 \| \| 3 \| Antônio Carlos de Azevedo Quadros \| PDT \| 159 \| \| 4 \| Paulo Ricardo Scalcon \| PDT \| 152 \| \| 5 \| Valdemar Cezimbra Bueno \| PDT \| 147 \| \| 6 \| Amilton da Silva Amorim \| PTB \| 134 \| \| 7 \| Margarete Simon Ferretti \| PDT \| 134 \| \| 8 \| Sérgio Garcia Luiz \| PTB \| 119 \| \| 9 \| Marcus Vinicius Feijó da Rocha \| PSDB \| 105 \| 1. 2. 3. 4. 5. 6. 7. 8. 9. 10. 11. - Lista de prefeitos de Nova Santa Rita (Rio Grande do Sul) |                                                   |         |         |
| Eleição de 1992 |                                                   |         |         |
| Nº | Vereador(a) eleito(a)                             | Partido | Votação |
| 1 | Vitor Antônio Silveira de Oliveira                | PDS     | 199     |
| 2 | Antônio Dionísio Fraga Pfeil (Toninho da Redemac) | PDT     | 191     |
| 3 | Antônio Carlos de Azevedo Quadros                 | PDT     | 159     |
| 4 | Paulo Ricardo Scalcon                             | PDT     | 152     |
| 5 | Valdemar Cezimbra Bueno                           | PDT     | 147     |
| 6 | Amilton da Silva Amorim                           | PTB     | 134     |
| 7 | Margarete Simon Ferretti                          | PDT     | 134     |
| 8 | Sérgio Garcia Luiz                                | PTB     | 119     |
| 9 | Marcus Vinicius Feijó da Rocha                    | PSDB    | 105     |